# تيكس ريتر
تيكس ريتر (بالإنجليزية: Tex Ritter)‏ مواليد (12 يناير 1905 في تكساس، الولايات المتحدة - 2 يناير 1974)، كان موسيقي ريفي وممثل أمريكي، مثّل في عدة أفلام كان أبرزها سنوب بولارد.

## روابط خارجية
- تيكس ريتر على موقع IMDb (الإنجليزية)
- تيكس ريتر على موقع ميوزك برينز (الإنجليزية)
- تيكس ريتر على موقع أول موفي (الإنجليزية)
- تيكس ريتر على موقع قاعدة بيانات برودواي على الإنترنت (الإنجليزية)
- تيكس ريتر على موقع قاعدة بيانات الأفلام السويدية (السويدية)
- تيكس ريتر على موقع إن إن دي بي (الإنجليزية)
- تيكس ريتر على موقع أول ميوزيك (الإنجليزية)
- تيكس ريتر على موقع ديسكوغز (الإنجليزية)
- تيكس ريتر على موقع قاعدة بيانات الفيلم (الإنجليزية)